# Boulevard Yves-Farge
Le boulevard Yves-Farge est une voie du 7e arrondissement de Lyon, en France.

## Situation et accès
Orienté nord-est/sud-ouest, le boulevard est situé entre la rue Raoul-Servant (au nord) et la rue Mathieu-Varille (au sud). Caractérisé par sa longueur, il croise de nombreuses autres voies : la rue Victor-Lagrange, la rue Blanche et Georges Caton, la rue Lortet, la rue Pré-Gaudry, la rue George-Sand, la rue Crépet, la rue des Girondins, la rue Auguste-Payant, la rue Marcel-Mérieux, la rue du Commandant-Ayasse et la rue André-Bollier.

## Origine du nom
Cette voie est nommée en référence à Yves Farge, homme politique français, né le 19 août 1899 à Salon-de-Provence (Bouches-du-Rhône) et mort le 31 mars 1953 à Tbilissi (Géorgie, URSS). Ce nom est attribué le 25 mars 1957, par délibération municipale.

## Histoire
Le boulevard a d'abord porté le nom de rue de Marseille prolongée.
Cette voie constitue l'un des axes majeurs des quartiers de la Mouche et Gerland, dans le sens nord-sud (comme l'avenue Jean-Jaurès et la rue de Gerland plus à l'est). Depuis le XIXe siècle, ce secteur est marqué par une forte empreinte industrielle et militaire.
Sur le plan industriel, plusieurs sites peuvent être signalés :
- En 1915, la chocolaterie Révillon est construite sur la parcelle située entre le boulevard, la rue Victor-Lagrange, la rue Desaugier et la rue Nadaud. Une cheminée de 25 m. de haut est érigée en 1922. Le site est désormais utilisé par l'entreprise Cofathec[2].
- À l'angle de la rue Pré-Gaudry, l'usine de construction métallique Derobert a été construite en 1907 par l'architecte Léon Lamaizière. Dans les années 1950, le site est utilisé par l'entreprise de menuiserie Vigne. Depuis 2018, le site a été réhabilité et est devenu la Commune, un tiers-lieu rassemblant des échoppes de cuisine du monde et organisant des manifestations culturelles[3].
- Au n° 118 était située la verrerie Franckhauser L. Moulage. Elle a été remplacée par un magasin de vente de fruits en gros (marché des producteurs)[4].

## Points d'intérêt
Le boulevard longe la grande emprise militaire du quartier général-Frère, situé à l'ouest.
Construite en 2019, le groupe scolaire Françoise Héritier est situé au n° 37. C'est une école maternelle et élémentaire, qui comprend également un gymnase et un restaurant scolaire.
Le lycée professionnel des métiers Louise Labé est situé à l'est du boulevard, au n° 65. Il a été construit en 1955, puis a fait l'objet de travaux de rénovation et d'agrandissement entre 1987 et 1990. Les nouveaux bâtiments ont été inaugurés en 2001.
Au n° 131 se trouve le couvent de l'Adoration réparatrice, construit entre 1992 et 1996 par l'architecte Bernard Garbit.